# Expérience du énième pays

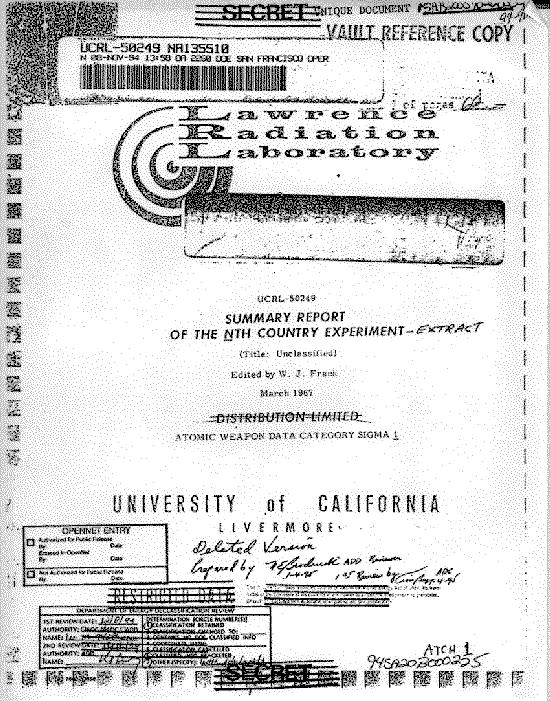
Rapport concernant l’expérience du énième pays

 (juin 2017).
Si vous disposez d'ouvrages ou d'articles de référence ou si vous connaissez des sites web de qualité traitant du thème abordé ici, merci de compléter l'article en donnant les références utiles à sa vérifiabilité et en les liant à la section « Notes et références ».
L'expérience du énième pays (Nth Country Project en anglais) fut une expérience menée dans les années 1960 aux États-Unis, dans la ville de Livermore (Californie), afin de déterminer à quel point il était facile de construire une bombe atomique.
Pour cela, le gouvernement américain recruta des scientifiques fraîchement diplômés et sans connaissance de la bombe atomique, leur fournit un équipement correspondant à ce que pouvait obtenir un petit pays, notamment sans aucune information classifiée.
Ils réussirent, et même si leur bombe n'explosa jamais réellement, elle fut simulée plusieurs fois. Ainsi, le monde militaire apprenait que "n’importe qui" peut créer une bombe atomique. La seule chose réellement sous contrôle par les gouvernements étant l'accès à la matière fissile.
« Jay Davis […], durant l’ère Clinton, essaya sans succès de convaincre les laboratoires d’armes de lancer une nouvelle version de l’expérience Énième Pays, cette fois en posant la question de savoir si un groupe terroriste pouvait construire la bombe. Bob Selden pense savoir pourquoi personne ne fut intéressé : lui et Dave Dobson avaient déjà répondu à la question voici quarante ans. »
Cependant, beaucoup de publicité a été faite autour de cette expérience peu après les attentats du 11 septembre. On connaît[évasif] le travail médiatique qui a été fait pour convaincre de la présence d'armes de destruction massive en Irak ou chez Al-Qaïda. La possibilité d'une intoxication reste envisageable, en l'absence de lecture exhaustive des documents d'époque.